# Israel Exploration Journal
Das Israel Exploration Journal (abgekürzt IEJ) ist eine wissenschaftliche Zeitschrift, die halbjährlich erscheint.
Das Magazin wird von der am 6. April 1913 gegründeten Israel Exploration Society (IES; hebräisch הַחֶבְרָה לְחֲקִירַת אֶרֶץ־יִשְׂרָאֵל וְעַתִּיקוֹתֶיהָ HaChevrah ləChaqīrat Eretz-Jisraʾel əʿAttīqōtejha, deutsch ‚Die Gesellschaft zur Erforschung des Landes Israel und seiner Altertümer‘) seit 1950 herausgegeben und umfasst vor allem Themen zur Forschung der Archäologie, Geschichte sowie Geographie in Bezug auf Israel und die umliegenden Gebiete. 
Die Chevrah ləChaqīrat Eretz-Jisraʾel beschloss eine Zeitschrift in englischer Sprache herauszugeben, um die vom 1948 eingestellten Journal of the Palestine Oriental Society gerissene Lücke, vormals herausgegeben von gleichnamiger Gesellschaft, zu füllen. Die Herausgeber sind zurzeit (2023) Schmuʾel Achituv, Professor am Institut für Archäologie der Hebräischen Universität in Jerusalem, A. M. Maeir und Z. Weiss.
Die Artikel erfassen einen weiten zeitlichen Bereich, von der Vorgeschichte bis zu den historischen Epochen. Der primäre Schwerpunkt ist die Archäologie Israels. Digitalisate der (älteren) Ausgaben des Israel Exploration Journals befinden sich im Online-Archiv JSTOR und sind mit Anmeldung abrufbar.

## Themen
Eine unvollständige Auflistung der behandelten Themen:
- Fortschrittsberichte zu aktuellen archäologischen Ausgrabungen in Israel
- Alte Texte und Inschriften
- Handel und Gewerbe
- Biblische Archäologie
- Metallurgie
- Historische Geographie
- Alte Synagogen und Kirchen
- Keramik Typologie und Technologie
- Gräber und Bestattungssitten
- Kultstätten und Tempel
- Flora- und Fauna-Analysen
- Unterwasserarchäologie
- Physische Anthropologie